# Athous nigricornis
Athous nigricornis é uma espécie de insetos coleópteros polífagos pertencente à família Elateridae.
A autoridade científica da espécie é Brisout, tendo sido descrita no ano de 1866.
Trata-se de uma espécie presente no território português.